# 戈氏豚角鯰
戈氏豚角鯰，為輻鰭魚綱鯰形目長鬚鯰科的其中一種，分布於南美洲Purus河流域，體長可達15.2公分，棲息在溪流底部，屬肉食性，生活習性不明。